# Vicolungo
Vicolungo – miejscowość i gmina we Włoszech, w regionie Piemont, w prowincji Novara.
Według danych na rok 2004 gminę zamieszkiwały 842 osoby, 64,8 os./km².